# الدحثاث العليا (المشنة)

تعديل مصدري - تعديل

الدحثاث العليا هي إحدى قرى عزلة انامر اسفل بمديرية المشنة التابعة لمحافظة إب، بلغ تعداد سكانها 519 نسمة حسب تعداد اليمن لعام 2004.